# Red Alarm
Red Alarm (レッドアラーム?, Reddo Arāmu) è un videogioco sparatutto realizzato da T&E Soft e pubblicato nel 1995 da Nintendo per Virtual Boy, come titolo di lancio della console.
Il gioco presenta una grafica tridimensionale, realizzata tramite l'uso di wireframe, con uno stile che ricorda Battlezone.

## Trama
Il gioco è ambientato settant'anni nel futuro, dove un computer, chiamato KAOS, cercherà di sottomettere e distruggere l'intera umanità. Lo scopo del giocatore è pilotare un caccia ad alta tecnologia per entrare all'interno di KAOS e distruggerlo.

## Modalità di gioco
Per controllare i movimenti dell'aereo il giocatore ha a disposizione tutti i tasti del controller del Virtual Boy. A causa della scarsa popolarità delle levette analogiche, il controller del Virtual Boy è dotato di una coppia di croci direzionali che, in Red Alarm, consentivano il movimento del caccia. In particolare una croce direzionale controllava il beccheggio e la rotazione dell'aereo, mentre l'altro controllava il movimento in avanti, indietro e laterale. I pulsanti A e B erano invece usati rispettivamente per accelerare, rallentare ed eventualmente indietreggiare.
Pur non essendoci un vero e proprio limite di tempo, i livelli vanno completati prima di finire il carburante del caccia.
Infine è possibile visualizzare un replay della propria partita, con la possibilità di ruotare liberamente la telecamera e di zoomare sui dettagli.

## Critica
All'uscita il gioco ottenne una valutazione di 26 su 40 da Famicom Tsūshin. Electronic Gaming Monthly elogiò i sistemi di controllo ma criticò la grafica confusa che non faceva percepire con chiarezza a che cosa il proprio caccia si stesse avvicinando. Diedero al gioco un punteggio di 6.75 su 10, ma in seguito, nonostante una recensione non troppo positiva, lo ricorderanno come miglior gioco per la sua console.